# Gorno-oeralski
Gorno-oeralski (Russisch: Горноуральский) is een nederzetting met stedelijk karakter en sinds 1 januari 2006 het bestuurlijk centrum van het gelijknamige stedelijk district Gorno-oeralski van de Russische oblast Sverdlovsk. De plaats ligt op 20 kilometer ten noorden van Nizjni Tagil. De plaats wordt omringd door pijnboom- en berkenbossen. Rondom de plaats liggen de plaatsen (Bolsjaja) Laja, Malaja Laja en Balakino. Ten zuiden van de plaats ligt het treinstation Laja. De plaats werd gesticht in 1961.